# Anemone reflexa
Anemone reflexa là một loài thực vật có hoa trong họ Mao lương. Loài này được Stephan ex Willd. mô tả khoa học đầu tiên năm 1799.